# Хоффмайстер, Адольф
Адольф Хоффмайстер (15 августа 1902 — 24 июля 1973) — чешский писатель, публицист, драматург, художник, рисовальщик, сценограф, карикатурист, переводчик, дипломат, юрист, профессор университета и путешественник. Во время войны редактор радиостанции «Голос Америки», после войны посол в Париже, с 1951 профессор Академии художеств и ремесел в Праге. Он был одним из основателей «Девецила» (1920), председателем Союза чехословацких художников-изобразителей (1964—1967, 1968—1969), членом Международной ассоциации искусствоведов. Хоффмайстер представлял Чехословакию в ЮНЕСКО, ПЕН-клубе и других международных организациях. Карьера Хоффмайстера закончилась вторжением войск Варшавского договора в Чехословакию в августе 1968 года и последующей оккупацией.

## Работа
Адольф Хоффмайстер был не только юристом и политиком, но, что более важно, карикатуристом, иллюстратором, художником-коллажистом, писателем, поэтом, драматургом, организатором зарубежных выставок и коллекционером произведений искусства. Если некоторые из его текстов имеют ценность лишь как подлинные свидетельства современности или исторические документальные фильмы, то большая часть того, что он нарисовал, отредактировал и наклеил в виде коллажей, сохраняет непреходящую ценность живого произведения искусства. Филипп Супо описал Хоффмайстера по случаю его выставки 1961 года в Париже как одного из самых известных портретистов нашего времени.

## Биография
Адольф Хоффмайстер был разносторонним чешским интеллектуалом, чья жизнь была тесно связана с бурными событиями XX века, а именно: крушение дунайской монархии, уничтожение Чехословацкого государства, возвращение на родину и второе изгнание из-за установления в Чехословакии коммунистической диктатуры.
Хоффмайстер был активным участником культурной жизни Чехии. Он редактировал ведущие газеты своего времени, такие как «Lidové noviny» и «Literární noviny», и создавал яркие карикатуры, часто иллюстрируя свои собственные произведения. Его смелые сатирические работы в журнале «Simplicus» были направлены против нацизма.
Трагические события Второй мировой войны глубоко повлияли на жизнь Хоффмайстера. Он был вынужден эмигрировать из Чехии и испытать на себе все тяготы изгнания. Несмотря на это, он продолжал творческую деятельность, создав либретто для детской оперы «Брундибар», которая стала символом надежды и сопротивления в годы войны.

## Награды
Золотая медаль на Всемирной выставке в Париже.
Французский орден Почетного легиона.
Кавалер Ордена Короны Румынии.
Кавалер ордена Возрождения Польши.
Французский кавалер Ордена искусств и литературы.
Орден Республики (Чехословакия).
Заслуженный артист (Чехословакия).

## Картины Адольфа Хоффмайстера

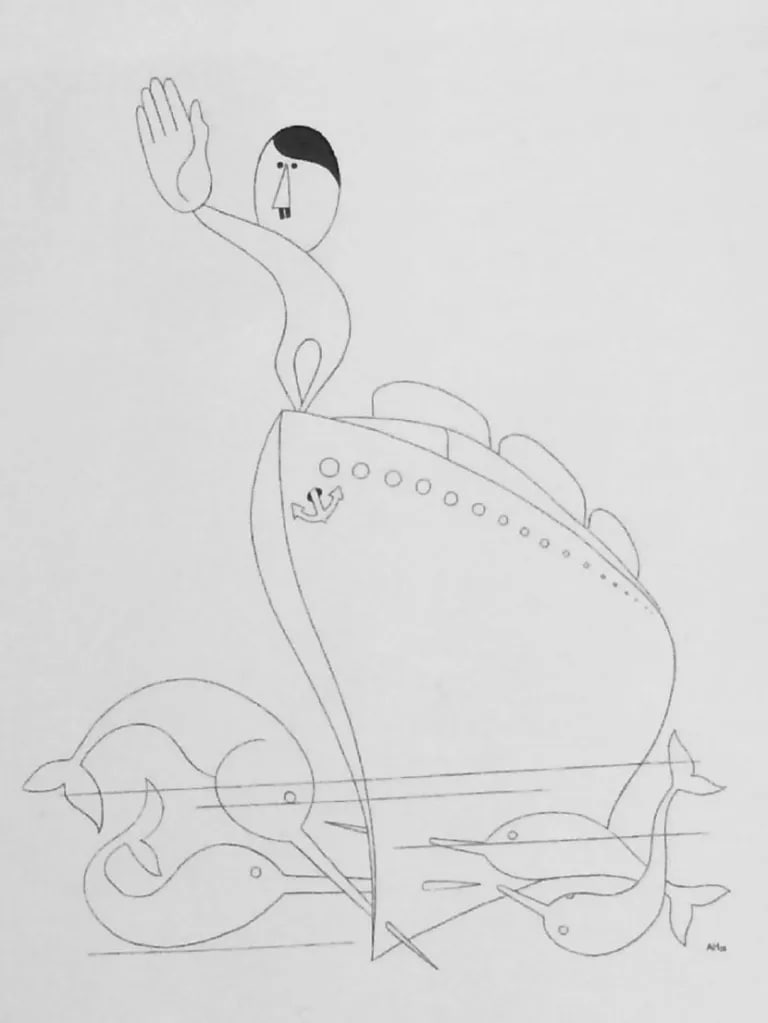
«Тихо! Идет это»
«В созвездии рыб»
«Франтишек Купка»
«Антенны гения — Сальвадор Дали»